# Sous vide
A sous vide (ejtsd: szuvid) gasztronómiai főzési eljárás. Lényege, hogy lezárt, előzőleg vákuumozott, hőálló műanyag tasakokban, alacsony hőmérsékleten, hosszabb ideig, esetenként akár 50-70 óráig a hagyományos főzéshez képest lényegesen alacsonyabb hőfokon hőkezelik az ételt.

## Története

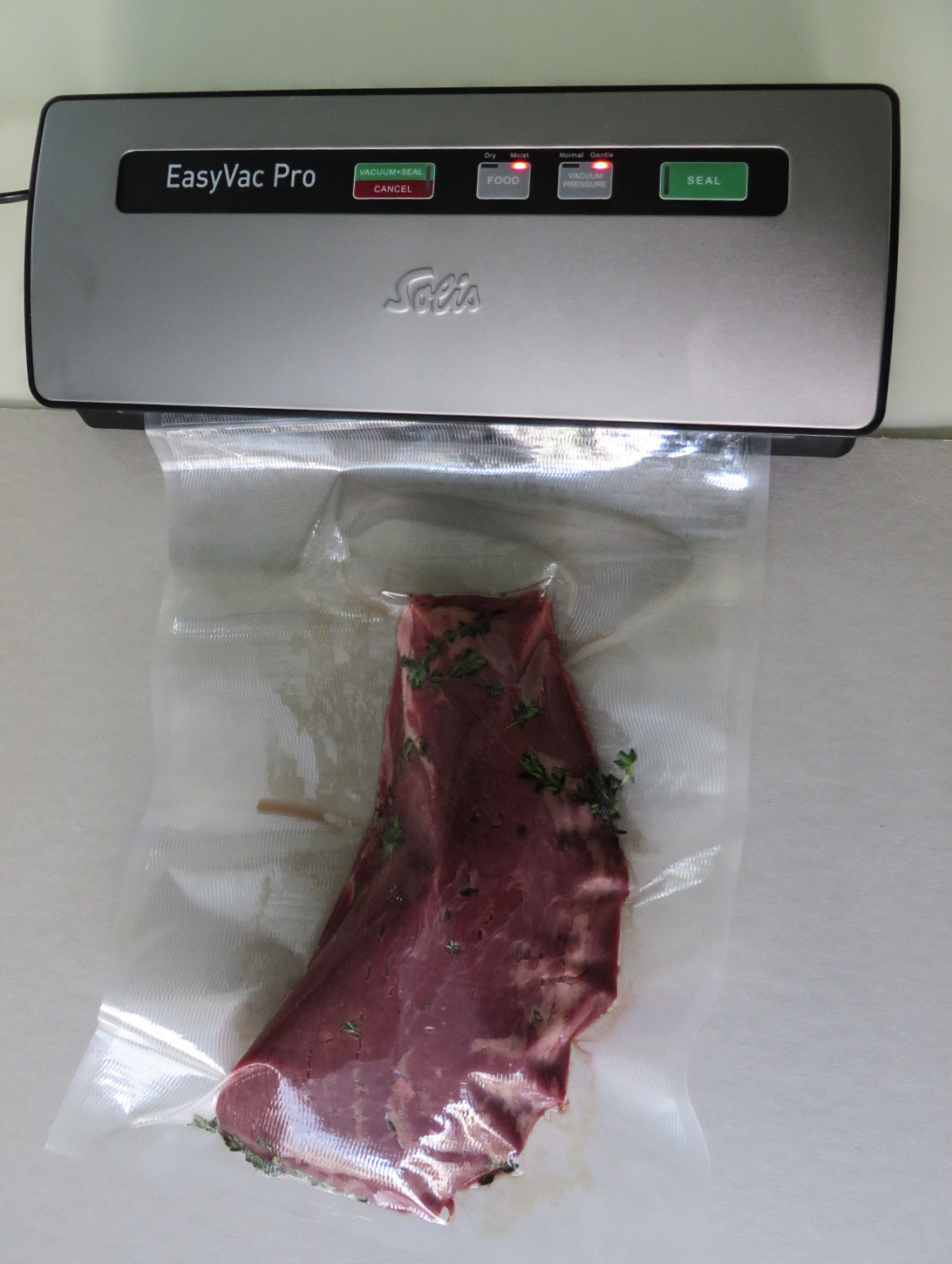
Vákuumcsomagolás

A hőálló, légmentesen lezárt műanyag zacskók gasztronómiai felhasználásának az ötlete a NASA-tól ered. Az első űrutazások tervezésekor merült fel az ötlet: a nehéz és nehezen kezelhető fém konzervdobozok helyett könnyű és egyszerűbben megsemmisíthető hőálló műanyag zacskók használata. Az ötletet Svédországban és Dél-Karolinában is átvette egy-egy kórházi élelmezést kiszolgáló cég. A dél-karolinai AGS systemsnél merült fel az a gondolat először, hogy ne a készételt zárják műanyag zacskóba, hanem már magát a főzést a műanyag zacskóba zárt ételen végezzék el. Az első sous vide eljárással készített ételeket 1970-ben szolgálták fel a dél-karolinai Greenville Holiday Inn szállodájában. Az eljárás gyorsan meghódította a világot.
A neves francia chef Albert Roux 1983-ban Dél-Franciaországban üzemet alapított, amely olcsó sous vide étellel látta el a Francia Államvasutakat (SNCF) és a British Airways légitársaságot. A sous vide eljárást a különleges gasztronómiai igények biztosítására a Nouvelle cuisine mozgalom egyik legbefolyásosabb gasztronómiai kritikusa Henri Gault, a Gault Millau alapítója lelkesen fogadta.
A módszernek a modern gasztronómiában való elterjesztésében Georges Pralus játszotta a főszerepet, aki a Cryovac csomagolóanyagot gyártó Sealed Air Társasággal együttműködve 1979-ben főzőiskolát nyitott, hogy megismertesse a francia Nouvelle cuisine chefjeit az eljárással. Paul Bocuse, Alain Ducasse és Michael Bras voltak a legelső sous vide eljárást alkalmazó világhírű chefek.
Természetesen az éttermi felhasználás után a háztartásokat sem kerülte el a sous vide eljárás. A sous vide technológia használatához nélkülözhetetlen másik eszköz a vákuumcsomagoló készülék. A vákuumcsomagolási technológia által jelentős mértékben növekszik az ételek eltarthatósága, történjen a későbbi tárolás szobahőmérsékleten, hűtőszekrényben, vagy akár mélyhűtőben, megtartva a frissességet és az eredeti ízeket. Azonban a vákuumcsomagolás által az étel nem válik tartóssá, azaz szobahőmérsékleten nem lesz romolhatatlan. A friss, romlandó termékeket szükségszerű mindig hidegen tárolni (hűtőszekrényben vagy mélyhűtőben), mivel a friss termékben található nedvesség is elegendő életteret nyújt a mikroorganizmusok kifejlődéséhez, még légmentes környezetben is. A sous vide ételkészítéshez speciális vákuumtasakokra van szükség. Minimálisan 90 mikron vastagságú és 3 rétegű vákuumtasakok ajánlottak. Ezek a vákuumzacskók, vagy tekercses vákuumfóliák kifejezetten alkalmasak a főzési technológia során alkalmazott hőmérsékletek maximális tűrésére.